# Trzy Chałupy (Biedaszków Wielki)
Trzy Chałupy – część wsi Biedaszków Wielki w Polsce, położona w województwie dolnośląskim, w powiecie trzebnickim, w gminie Trzebnica.
W latach 1975–1998 Trzy Chałupy należały administracyjnie do województwa wrocławskiego.